# San Miguel de Pedroso
San Miguel de Pedroso - en llatí: Monasterio Sancti Micaelis de Petroso - fou un convent femení a partir del 24 d'abril de 759. Estava situat entre els Montes de Oca a la Serra de la Demanda, pertanyent a la Serralada Ibèrica, en el que es coneix com la Riojilla Burgalesa, a la localitat de San Miguel de Pedroso dins del municipi de Belorado a 3,5 km de distància de Belorado (capital del municipi), a la província de Burgos. Junt amb el monestir hi havia un poble independent fins a mitjan segle xix, quan s'integra al municipi de Pures de Villafranca. Posteriorment, ja en els anys 1970, el municipi de Pures s'uneix al de Belorado i San Miguel es converteix en una pedania d'aquest últim Ajuntament. El riu Tirón rega les terres de San Miguel. Aquest és un lloc de pas del Camí de Santiago.

## Constitució
Hi hagué la constitució d'una comunitat de 28 monges amb un prevere (Luponi). Nonna Bel·la en fou l'abadessa inicial i la que encapçalà la reconstrucció del convent. L'acta fundacional,
en llatí, és datada vuit dies abans de les calendes de maig de l'any 797 de l'Era Hispànica, o sigui del 24 d'abril de 759 AD (Anno Domini). Encara que el text original en llatí es mostra referenciat com de l'any 767 de l'Era Hispànica, o sigui del 729 AD,
difícil de justificar amb la idea de "Reconquesta" que hi havia al món acadèmic espanyol del s. XX.
| « | CLVIII. De decanias, et de divisas, et de collaceos, et de hereditates de monasterio Sancti Micaelis de Petroso. Sub nomine sancte et individue Trinitatis. Ego igitur, abbatissa Nonnabella, pactum feci et corpus et anima huic sancto monasterio offerre et conmendare curavi, quem iuxta Tiri abtavi, et ex rereliquias (sic) almi Dei arcangeli Micaeli et sanctorum apostolorum Petri et Pauli, et sancti Prudencii sacrare disposui, ac meum sororumque, coram predictis patribus, id est, gloriosi Froilani regis et Valentini pontificis (cruz). Nomina (cruz) nostra in hac regula sancta roboravimus sub die VIII kalendas madias, era DCC<tis> LX<a> VII<a>. Maria, hic roboravi; Amunna, hic roboravi; Monnia, hic roboravi; Eilo, hic roboravi; Donna, hic roboravi; Scemena, hic roboravi; Umma, hic roboravi; Munnoza, hic roboravi; Scemena, hic roboravi; Urbana, hic roboravi; Ginta, hic roboravi; Alduara, hic roboravi; Sancia, hic roboravi; Maria, hic roboravi; Auria, hic roboravi; Anderazo, hic roboravi; Munnata, hic roboravi; Eugenia, hic roboravi; Clarea, hic roboravi; Susanna, hic roboravi; Mumadonna, hic roboravi; Tota, hic roboravi; Anderqu<i>na, hic roboravi; Flagina, hic roboravi; Guntroda, hic roboravi; Gometiza, hic roboravi; Hurraca, hic roboravi; Luponi presbiteri hii omnes roboravit in Christo, amen | » |

El Froilani regis ens porta a l'època de Fruela I d'Astúries, rei d'Astúries (757-768) que succeeix al seu germà Alfonso I, tots dos fills de Pere de Cantàbria, dux d'aquestes terres abans de l'ocupació musulmana, i descendent del reis visigots Leovigild i Recared. Les paraules Valentín pontificis no poden fer referència al Papa Valentí perquè aquest fou un pontificat molt curt de la tardor de l'any 827, sinó que han de fer referència un bisbe local o metropolità de la província eclesial. La precisió de les llistes de bisbes d'abans del segle x era molt baixa. Així no és estrany que aquest bisbe no hagi estat identificat.
De tota manera queda clar que Nonna Bel·la feu apte el monestir al costat del riu Tirón (en llatí: Nonna Bella pactum feci […] huic sancto monasterio […] quem iuxta Tiri abtavi). Per tant, abans de l'any 759 AD hi havia hagut un monestir que a partir d'aquest document fou reconstruït o, d'alguna manera, fet apte.
Per la resta, la presència dels cristians en aquesta zona en temps tant primerenc de la Reconquesta, fa suposar que aquestes comarques de la Serra de la Demanda i les muntanyes d'Ayago (un subsistema pertanyent a la cara nord de la Serra de la Demanda) no caigueren en poder exclusiu dels musulmans, com també passà en altres territoris de al-Àndalus i especialment a ath-Thaghr al-Alà, i compliren un paper de refugi similar al que compliren les muntanyes de Covadonga.
Aquest monestir fou el destí de Major de Castella després d'una revolta esdevinguda el 1025 en la què fou desposseïda del comtat de Ribagorça on exercí com a comtessa, on s'havia refugiat a la regió septentrional del comtat. Major estava en una situació de comtessa consort, casada amb Ramon IV de Pallars Jussà i repudiada l'any 1020 per consanguinitat. Major es retirà a Castella on acabaria esdevenint abadesa del Monestir de San Miguel de Pedroso.
Sembla que aquest convent pervisqué fins l'època de la desamortització.